# Ebrodunensium
Ebrodunensium est le nom latin d'une ville romaine de la Gaule qui devint par la suite la ville d'Embrun dans le département des Hautes-Alpes.

## Toponymie
Strabon dans sa Géographie nomme la ville Eburodunum, nom que l'on retrouve sur la table de Peutinger sous la forme Eburoduno. Ce nom est d'origine celtique et se décompose en Dun (forteresse, le fort) que l'on retrouve dans de nombreux toponymes comme Lug-dun (Lyon) et Eburo qui désigne l'if. Ce toponyme peut signifier la « Forteresse de l'If »,,. Le nom de la ville est inscrit sur le premier des quatre gobelets de Vicarello sous la forme Eburodunum XVIII.

## Histoire

### Avant l'arrivée des Romains, les Caturiges
Dominant la Durance et accrochée sur son roc, la ville se trouve sur un site d’oppidum qui lui permettait de contrôler les flux sur l'axe durancien. Embrun fut peuplée par les Caturiges, peuple gaulois dont le nom signifie « rois du combat », étaient clients des Voconces.

### La ville romaine
Nous savons peu de chose sur l'histoire de la ville pendant l'Empire romain. Après la conquête romaine, la ville gallo-romaine placée sur la via Cottia aux abords de l'oppidum d'Eburodunum, qui occupait approximativement la place de l'archevêché et de la cathédrale actuels, devint le chef-lieu de civitas sous le nom d’Ebrodunensium, rattachée à la province romaine des Alpes maritimes.
Au IVe siècle, la cité devint le siège d'un évêché fondé par Marcellin d'Embrun, d'origine berbère d'Afrique du Nord. Cet évêché fut à l'origine de la création de tous ceux de la région; par exemple les deux premiers évêques de Digne sont des compatriotes de Marcellin. 